# Mikael Lybeck

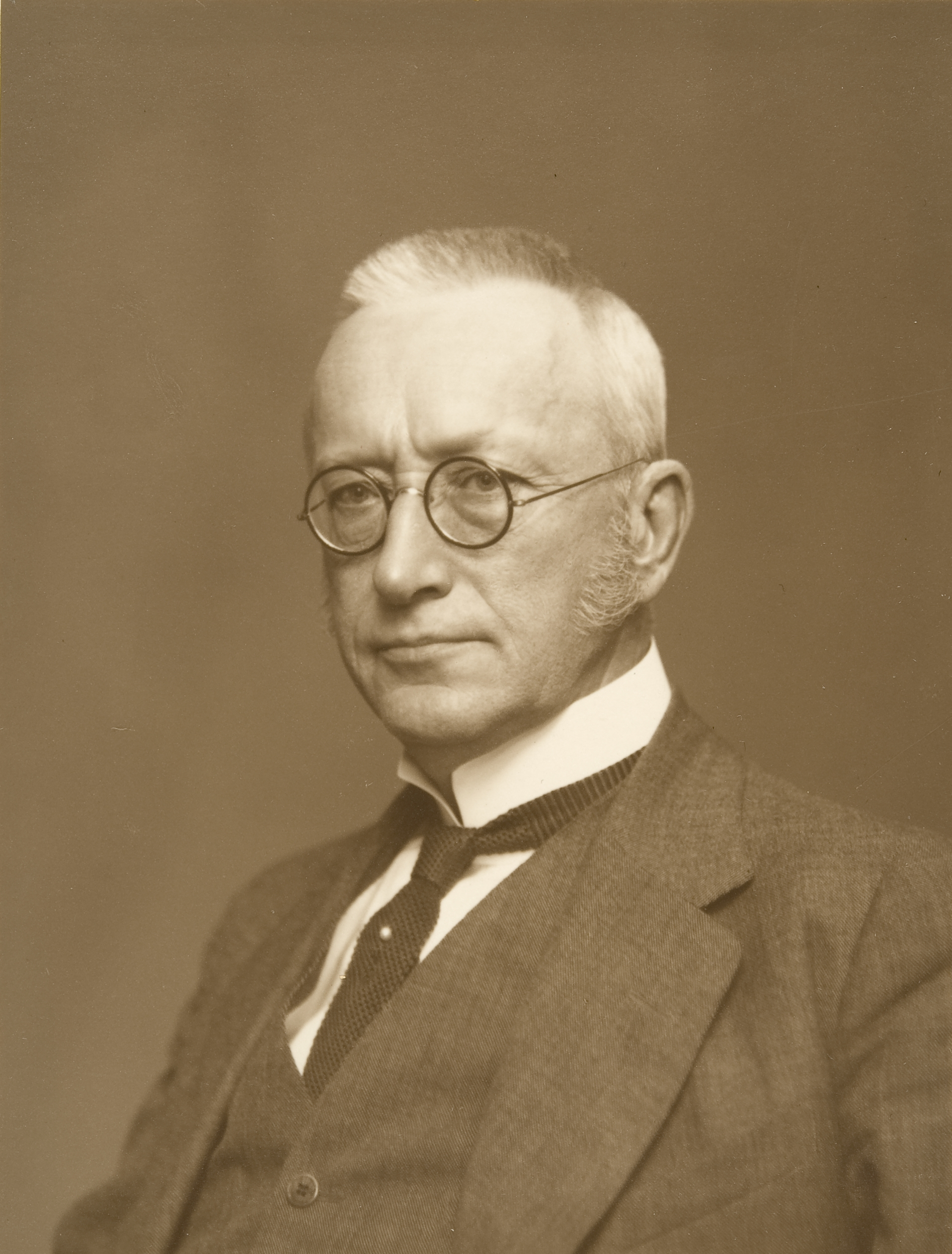
Mikael Lybeck

Karl Mikael Lybeck, född 18 mars 1864 i Nykarleby, död 11 oktober 1925 i Grankulla, var en finlandssvensk författare. Han var far till målaren Nils Lybeck.

## Biografi
Lybeck var son till rådmannen Johan Adolf Lybeck och Isabella Augusta Lindqvist. Han tog studentexamen vid Helsingfors lyceum 1882 och fortsatte sina studier vid Helsingfors universitet där han avlade sin filosofie kandidat-examen 1887 och filosofie magister 1890, och studerade därefter litteraturvetenskap i Tyskland. Åren 1893 till 1896 var han extra ordinarie amanuens vid universitetsbiblioteket i Helsingfors. 
År 1898 gifte han sig med Louise Sanmark och de lät 1906-07 bygga Villa Vallmogård i Grankulla där Lybeck bodde fram till sin död. Villan inköptes senare av kommunen och är nu musikinstitut och kulturcentrum.
Den litterära debuten ägde rum 1890 med en diktsamling som fick ett positivt mottagande. Utmärkande för Lybecks författarskap är det intellektuella allvaret och den strama stilen. Han skrev dikter, romaner och skådespel och han betraktas som en av skaparna av den moderna finlandssvenska prosan. Hans arkiv finns hos Svenska litteratursällskapet i Finland.

### Samlade upplagor och urval
- Lyrik: En och trettio dikter i urval 1890–1910. Stockholm: Bonnier. 1910. Libris 1615650
- Samlade arbeten I–X. Helsingfors: Söderström. 1921–1923. Libris 2359496